# Кармёй
Кармёй (норв. Karmøy) — коммуна в губернии Ругаланн в Норвегии. Административный центр коммуны — город Копервик. Официальный язык коммуны — нейтральный. Население коммуны на 2016 год составляло 42 187 человек. Площадь коммуны Кармёй — 229,5 км², код-идентификатор — 1149.

## История населения коммуны
Население коммуны за последние 60 лет.

Статистика коммуны Кармёй